# Майсенска катедрала
Мейсенската катедрала (на немски: Dom zu Meißen) е катедрала в град Майсен, Германия.
Посветена е на свети Йоан и епископ Донат и затова се нарича Катедрала „Св. Йоан и св. Донатус“. Заедно със замъка Албрехтсбург тя е част от извисяващия се над града ансамбъл от крепостни стени.
Строителството на катедралата започва около 1250 г. на мястото на по-ранна романска базилика и е завършено през 1400 г., а неговите кули са достроени едва през 1909 г.
Според Гьоте тази катедрала е най-доброто, което ни е оставила Готиката. Хоровете на катедралата са украсени от скулптури както на патроните на катедралата св. Йоан и Донат, така и на основателите — император Отон I и неговата съпруга Аделхайд. Предполага се, че тези статуи са създадени от скулптори от школата на Майстора от Наумбург, оставил в катедралата на този град великолепни по психологическа дълбочина изображения на маркграфа и неговата съпруга Ута от Баленщет.
Църквата до 1581 г. е катедрала на Майсенското епископство (от 1980 г. Митрополия Дрезден-Майсен). Тя е сред най-чистите по отношение на стила германски готически катедрали.

## Размери
- Дължина: 97,3 м
- Височина: 17,8 м
- Височина: 81 м
- Тегло на главните камбани: 7,6 т

## Галерия
- Албрехтсбург и катедралата
- Отон и Аделхайд
- Йоан и Донат

### Интериор
В катедралата са погребани:
- Фридрих I (Саксония) – херцог на Саксония и курфюрст на Саксония
- Катарина фон Брауншвайг-Люнебург – курфюрстиня на Саксония
- Фридрих II (Саксония) – курфюрст на Курфюрство Саксония, маркграф на Майсен и ландграф на Тюрингия
- Ернст (Саксония) – курфюрст на Саксония, ландграф на Тюрингия (1482 – 1486) и маркграф на Майсен
- Албрехт III (Саксония) – херцог на Саксония (1464–1500), губернатор на Фризия
- Сидония Богемска
- Георг Брадати – херцог на Саксония и херцог на Саган,
- Барбара Ягелонка
- Йохан от Саксония